# Birger Nyberg
Birger Nyberg, född 26 augusti 1944, svensk friidrottare (huvudgren tresteg). Han tävlade för Täby IS, Västerås IK och Väsby IK. Han utsågs 1969 till Stor grabb nummer 259 i friidrott.
Hans personliga rekord är 15,96 i tresteg, 7,29 i längd och 66,15 i spjut.

## Karriär (tresteg)
1964 vann Birger Nyberg SM i tresteg för första gången, på 15,39.
Han vann SM även 1965, denna gång på 15,34.
1968 vann Nyberg SM utomhus för tredje gången, nu på 15,27.
Den 26 juni 1969 slog Nyberg i Oslo Sten Ericksons svenska rekord i tresteg från 1959, med ett hopp på 15,79. Den 22 juli i Stockholm förbättrade han rekordet till 15,93. Han vann SM för fjärde gången detta år, på 15,48. Han var även med vid EM i Athen och kom på 14:e plats.
Den 15 juni 1971 förbättrade Nyberg, åter i Stockholm, det svenska rekordet en tredje gång, till 15,94. Han behöll rekordet till 1974 då Per-Owe Smiding hoppade 16,06. Detta år (1971) tog han hem SM på 15,33.
1972 vann han SM utomhus för sjätte gången (15,73).
År 1977 vann Birger Nyberg sitt sista SM-tecken i tresteg, på 15,83.